# Hygrotus derelictus
Hygrotus derelictus is een keversoort uit de familie waterroofkevers (Dytiscidae). De wetenschappelijke naam van de soort is voor het eerst geldig gepubliceerd in 1900 door Scudder.